# Kamniti denar
Kamniti denar je ena od oblik denarja in ga najdemo na otoku Yap. Ker na otoku ne pridobivajo kovin, kot denar uporabljajo velike kamnite diske, imenovane »fei«. Ti kamniti »kovanci« – za obdelavo kamnov je, podobno kot za kovanje metalnih kovancev, potrebnega precej dela, povezanega s pridobivanjem in oblikovanjem – so običajno iz kalcita, s premerom od 3,5 cm pa vse do 4 metre. V sredini kamna je primerno velika luknja, glede na premer kamna, v katero lahko vtaknejo dovolj veliko in močno palico, ki omogoča njihovo prenašanje.
Njihova vrednost temelji tako na velikosti kamna, kot tudi na njegovi zgodovini. Ti diski so za prebivalce otoka Yap imeli vrednost, ker je kamen podoben kremenu, ter so bili najbolj svetleči predmeti v okolici. Številne kamne so pripeljali z oddaljenih otokov, vse do Nove Gvineje, večino pa so v antičnih časih pripeljali z otoka Palau. Sčasoma so postali zakonito plačilno sredstvo, ter so bili celo obvezni pri nekaterih plačilih.
Vrednost kamnov je bila visoka zaradi težav in nevarnosti, povezanih z njihovim pridobivanjem. Z Yapa so morali jadrati na oddaljene otoke in se soočiti z lokalnimi prebivalci, ki so bili včasih sovražno nastrojeni. Ko so kamne izkopali in obdelali, so jih morali prepeljati nazaj na Yap na splavih, vlečenih s kanuji, ki jih je poganjal veter.
Leta 1874 je Irec David O’Keefe prišel na idejo, da bi uvozili več denarja, in z otoka Palau je pripeljal polne ladje kamnov, ki jih je na otoku zamenjal za morske kumare in kopro (moka iz posušenega mesa kokosov). Čeprav so nekateri od teh kamnov večji kot kamni, ki so jih pripeljali s kanuji, je njihova vrednost manjša kot vrednost zgodnejših kamnov, saj jih je bilo lažje pridobiti.
Čeprav danes na otoku Yap za vsakodnevne transakcije uporabljajo ameriški dolar, kamnite diske še vedno uporabljajo pri bolj tradicionalnih ali ceremonialnih menjavah. Kamniti diski menjajo lastništvo pri porokah, prenosu lastništva zemlje, ali kot nadomestilo za škodo, ki jo je utrpela prizadeta stranka.
Na otoku je okrog 6.800 kamnov. Ker ne proizvajajo in uvažajo novih kamnov, je količina denarja stalna. Prebivalci otoka vedo, kdo je lastnik katerega kamna, a jih vedno ne premikajo, ko se lastništvo zamenja. Zaradi njihove velikosti in teže jih je izredno težko prestavljati – za prenašanje največjega je potrebno 20 odraslih moških.

Antropolog William Henry, ki je leta 1903 na otoku preživel več mesecev, navaja pripoved o bogati družini, ki so ji bogastvo priznavali vsi, čeprav nihče, niti družina sama, ni nikoli videla ali se dotaknila tega bogastva. Njihov fei že nekaj generacij leži na dnu morja. Pred časom so njihovi predniki pridobili ta ogromen kamen izredne vrednosti, a na poti domov jih je zajela nevihta in splav s kamnom so morali odrezati, in kamen se je potopil. Ob povratku domov so vsi pričali, da je bil fei ogromnih razsežnosti in izredne kvalitete, ter da izguba ni bila krivda lastnika. Skupen sklep je bil, da je izguba nevredna omembe ter da nekaj sto metrov vode od obale ne bi smelo vplivati na tržno vrednost kamna, saj je bil izklesan po vseh pravilih. Kupna moč tega kamna je veljavna prav tako kot če bi bil naslonjen na lastnikovo hišo, vsem na očeh.
Leta 1898 je Nemčija od Španije kupila Karolinsko otočje. Poti na otoku Yap so bile v slabem stanju in poglavarjem so naročili, da jih morajo popraviti. A poti so bile dovolj dobre za bose noge domačinov, zato se ti poti niso dotaknili. Vse dokler se nemški uradniki niso zatekli k skrajnemu ukrepu – globi. Nekdo se je spomnil, da bi določeno število najvrednejših fei zasegla vlada in na kamne so s črno barvo naslikali križ. A ta navidezno nesmiselna poteza je imela dejanske učinke. »Osiromašeni« ljudje so po vsem otoku popravili poti in iz njih naredili ceste. Vlada je spet razposlala svoje predstavnike, ki so izbrisali križe. Globa je bila plačana, srečni prebivalci pa so ponovno pridobili posest nad svojim kapitalom.